# La Place (centre culturel)
La Place est un centre culturel consacré au hip-hop, fondé en 2016. Il est situé en plein coeur de Paris, sous la canopée du Forum des Halles (Paris 1er).

## Description
Centre culturel et d’expression dédié au hip-hop à Paris, La Place est un lieu vivant dont la mission est de promouvoir l’ensemble des esthétiques et pratiques artistiques de ce mouvement culturel. À travers ses actions de diffusion, de transmission, et d’accompagnement, La Place favorise et encourage la création sous toutes ses formes : musique, danse, graffiti, image et audiovisuel. 
La Place est un équipement ouvert pour le hip-hop parisien, national et international. Situé au cœur de Paris, sous la canopée des Halles, le lieu est équipé d’une salle de concert, d’un studio de création, d’un espace d’exposition, d’un bar, et dispose de huit espaces de création adaptables à toutes les pratiques (enregistrement, répétition, montage vidéo, arts graphiques, danse…). Ses équipements en font un lieu hybride dans lequel se rencontrent spectacles vivants, concerts, expositions et workshops, à l’attention de toutes les générations.

## Histoire
Le centre culturel est fondé par la Ville de Paris et le Conseil départemental de la Seine-Saint-Denis, avec pour ambition d'être « un projet métropolitain » visant un large public. En marge de la rénovation du Forum des Halles, il s'installe dans un nouvel espace de 1 400 m2 situé sous la canopée. La Place est inaugurée le 5 avril 2016, et ouvre ses portes au public le 24 septembre 2016.
La mairie de Paris a lancé le projet en 2008 avec un budget de 1,1 million d'euros employé pour financer les différentes activités du centre culturel. Ce lieu est entièrement consacré à la culture hip-hop et à ces cinq disciplines historiques (rap, danse, djing, art urbain et beatboxing).
Les artistes pourront également s’y installer en résidence et être accompagnés dans leurs projets. Lieu de professionnalisation, il accueillera un incubateur de projets afin de valoriser la dimension entrepreneuriale du hip hop (création et gestion de labels, développement de marques de matériel, de streetwear, management d’artistes, etc.). Il pourra donc être un tremplin pour les artistes et les futurs entrepreneurs. Cet espace artistique deviendra aussi un « lieu-média » relayant l’actualité du hip-hop.

## Fiche technique
La Place est située au premier étage de l'aile nord de La Canopée du Forum des Halles.
- une salle de concert de 400 places debout
- un studio de diffusion de 100 places assises
- huit espaces de pratiques dont un studio d’enregistrement, 2 home studio, 2 studios djing, 3 studios de répétitions musicales et de danse
- un espace bar/accueil convivial[6],[2]
- un espace entrepreneuriat pouvant accueillir jusqu’à 20 postes de travail pour les entrepreneurs du milieu du hip-hop[7]

Des salles consacrées à la pratique autonome ou encadrée permettent des échanges, en danse, en musique et en arts graphiques.

## Programmation
Si la programmation régulière fait la part belle à la musique et la danse (à raison d'un concert et/ou d'un spectacle par mois), La Place propose également des expositions, des débats, des conférences et des workshops. Sa programmation est transdisciplinaire.